# Море (завод)
«Море» — суднобудівний завод у Феодосії.
Основна продукція — судна на підводних крилах та судна на повітряній подушці різного призначення.
Від роз'їзду «107 км» на залізничній лінії Джанкой — Кримська дирекція Придніпровської залізниці Владиславівка-Феодосія до заводу прокладена одноколійна залізнична гілка. Одночасно з будівництвом заводу почалося будівництво робочого селища «Південна точка», що був перейменований у 1952 році в Приморський.

## Історія
5 жовтня 1938 року вийшла постанова уряду СРСР про створення суднобудівного заводу «Південна точка» на схід від Феодосії. У 1938 році біля невеликих сіл Дальні Комиші і Хафуз розпочалося будівництво суднобудівного заводу і робочого селища під назвою Південна Точка.
Сьогодні цей завод має назву Феодосійське ВО «Море».
У 1952 році селище отримало назву Приморський.

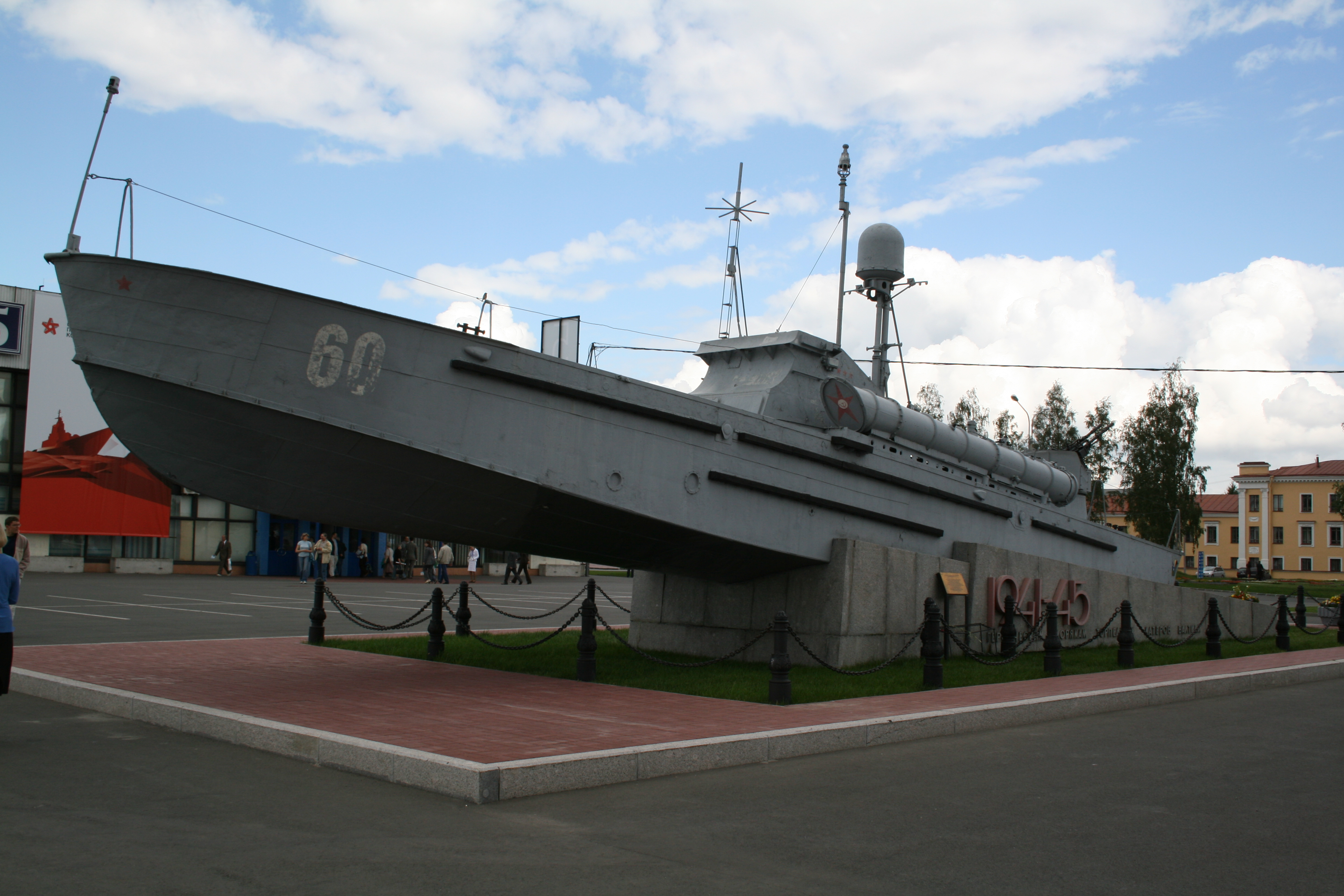
«Комсомолець»

- У 40-50 роки завод побудував більше 200 торпедних катерів «Комсомолець».
- У німецько-радянську війну завод був повністю зруйнований.

Практично відразу після звільнення Феодосії від нацистів почалося відновлення заводу.
- Остаточно основний профіль заводу — виробництво швидкісних кораблів та суден з легких сплавів був визначений у 1947 році.

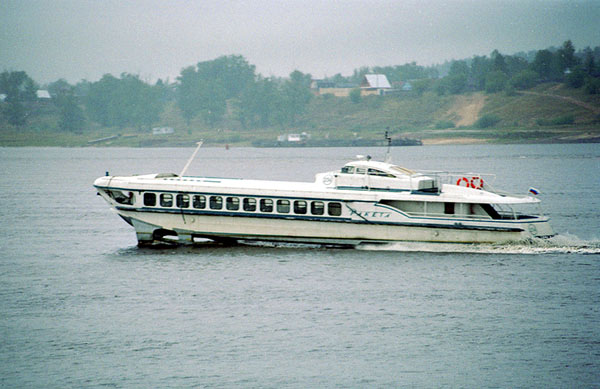
«Ракета»

З 1959 по 1976 рік на ФСК «Море» будуються пасажирські судна на підводних крилах «Ракета» водотоннажністю 27,09 т, пасажиромісткістю 58 чол., швидкість — 31 вузол (58 км / год).
Всього було побудовано 389 «Ракет», у тому числі 32 на експорт. Завод стає основним виробником суден на підводних крилах (СПК).
- У 1956 на заводі побудований торпедний катер на підводних крилах (КПК) «проєкт 184», водотоннажністю 34 т, що розвивав швидкість 63 вузлів (116 км / год).
- У 1960 році побудовані два торпедних катери на підводних крилах «проєкт 125».

Катери мали Водотоннажність 56 т, швидкість 56 вузлів, озброєння: два торпедних апарату, дві артустановки калібру 23 мм і два бомбоскидувача.
- У 1963–1966 роках на ФСК «Море» будувався швидкохідний прикордонний сторожовий катер проєкту 125А.

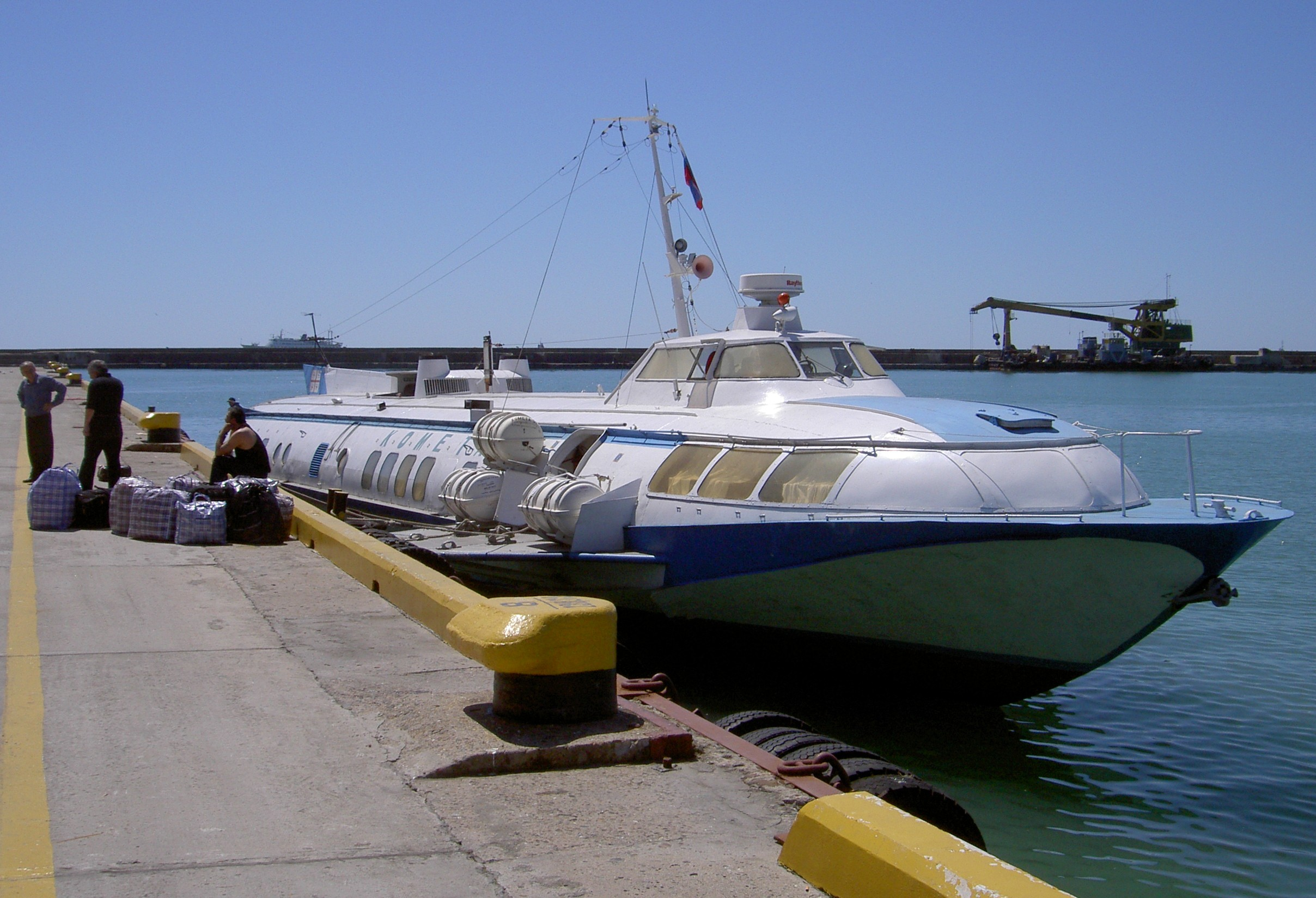
«Комета»

- У 1965–1980 роках будуються морські СПК «Комета» водотоннажністю 80 т. Пасажиромісткість — 118 чол., швидкість — 33 вузли (60 км/год).

Всього було побудовано 86 «Комет», у тому числі 34 на експорт.
- З 1969 а по сьогоднішній день будуються патрульно-поліцейські катери «Гриф».
- У 1970 у починається новий етап — будівництво кораблів на повітряній подушці (КВП).
- У 70-80-і роки ВО «Море» випускалися десантно-штурмові КВП «Скат», десантні КВП «Омар» і «Кальмар», ракетно-артилерійські КВП «Ластівка» і тральщик на ВП. «Восход-2»

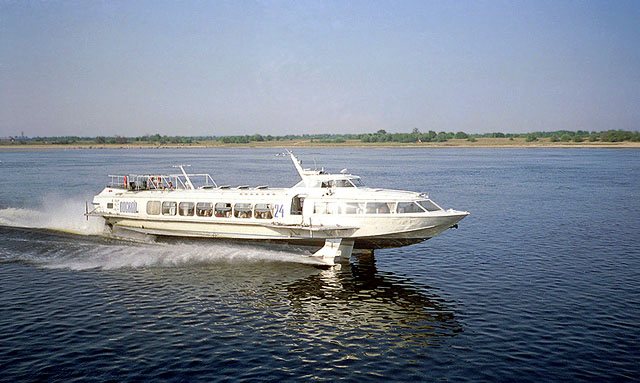
«Восход-2»

- У 1976 на зміну «Ракеті» прийшов річковий СПК «Восход-2», пасажиромісткість 71 чол., швидкість 32 вузла (60 км/год).

Всього з 1976 по 1992 рік було побудовано 156 теплоходів «Восход-2».
- На ВО «Море» застосовуються новітні технології, багато з яких були запозичені з авіабудівної промисловості.
- У 70-80-і роки будувалися прикордонні КПК «Антарес».

Повний Водотоннажність 220 т, максимальна швидкість 60 вузлів, крейсерська — 50 вузлів.
Озброєння — 1 гармата калібром 76 мм, 1 калібром 30 мм і два торпедних апарати.
Дальність ходу при швидкості 50 вузлів — 410 миль.
- З 80-х років будуються малі протичовнові КПК «Сокіл».

Повна Водотоннажність — 500 т, максимальна швидкість — 60 вузлів, крейсерська — 50-55 вузлів.
Озброєння — 1 гармата калібром 76 мм, 1 калібром 30 мм, зенітний комплекс «Голка-1» і два торпедних апарати.<
Дальність ходу — до 1200 миль.
- З середини 80-х років будуються десантні КВП амфібійних типу «Зубр».

Озброєння — 2 артустановки калібром 30 мм моделі АК-630М, 2 ракетні пускові установки калібром 140 мм моделі МС-227, 2 переносні ракетні установки «Голка».

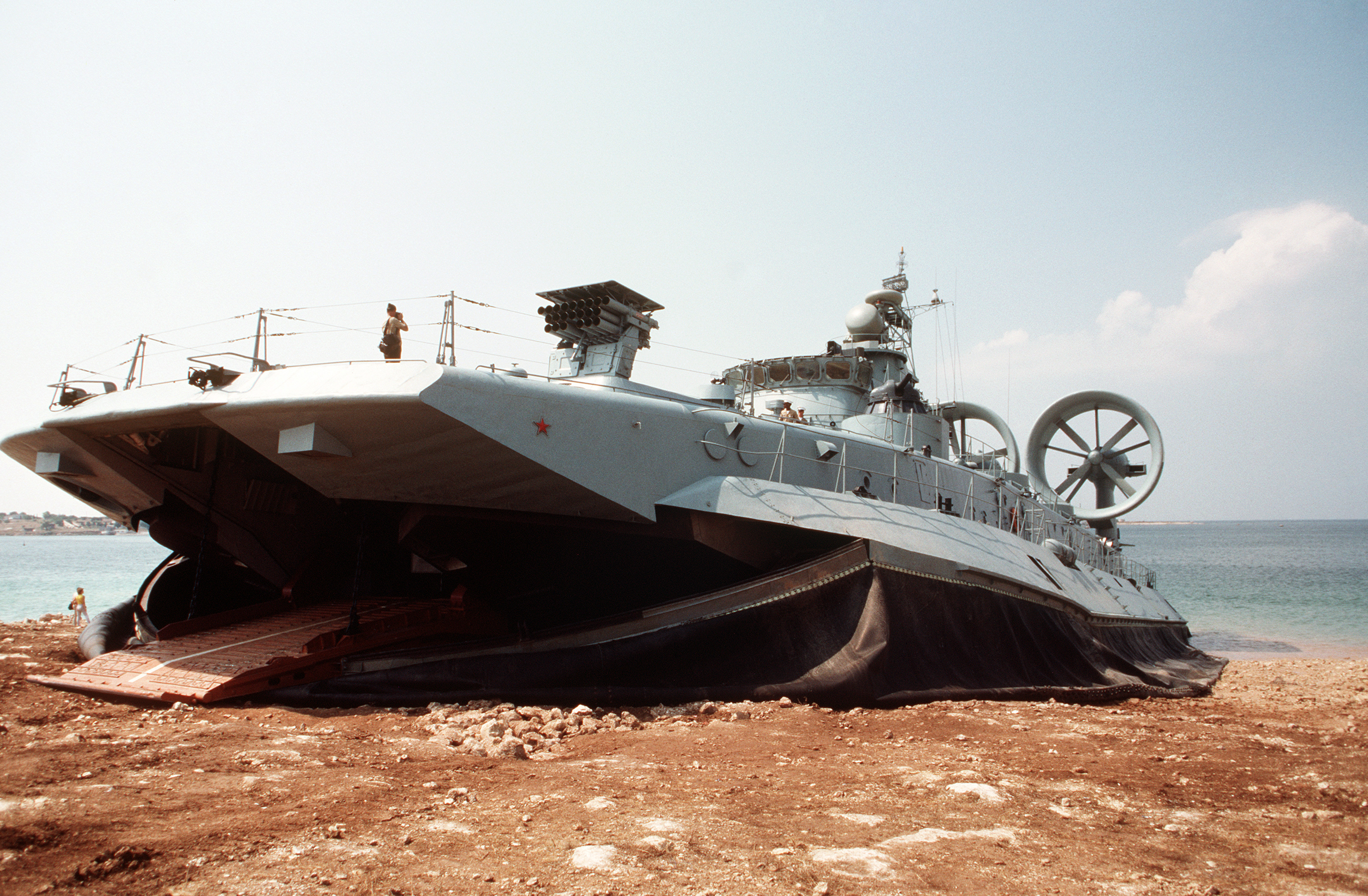
«Зубр» бере на борт 150 т вантажу або 500 чоловік десанту.
- У 1986 було спущено на воду морський газотурбохід на ПК «Циклон».

Водотоннажність 142 т, пасажиромісткість 250 чол., На двох палубі.
Швидкість максимальна — 42 вузла, дальність плавання — 300 миль.
- У 90-х роках будувалися морські СПК «Олімпія», призначені для швидкісних пасажирських перевезень, в тому числі і в темний час доби.

Водотоннажність — 135 т, швидкість — 37 вузлів (69 км /год), дальність плавання — 300 миль.
- З 1992 по 2002 рік будувалися морські СПК «Схід-2М».
- З 1994 року будуються універсальні катери з водометним рушієм «Калкан».

Водотоннажність катери — 7 т, швидкість — 25-28 вузлів, дальність ходу — близько 500 км.
«Калкан» має осідання всього 0,6 м і призначений для служби на річках, озерах та прибережної частини морів.
Катер будується в різних модифікаціях.
- У 1999 по технологічної документації та за технічного сприяння ФСК «Море» на заводі «Башон» (м. Хошимін, СРВ) був побудований швидкохідний катер екологічного контролю VIT 2500.

Катер має повне Водотоннажність — 38,1 т, швидкість ходу — 38 вузлів (74 км/год), дальність плавання — 500 миль.
В 2000 році у зданий замовнику головний багатоцільовий швидкохідний катер проєкту «Кафа 2400».
Водотоннажність катери — 35 т, швидкість — 32 вузли.
Однією з останніх розробок є катер з склопластику з повітряною каверною «Катран», швидкість ходу — 38 вузлів, пасажиромісткість — 3-5 осіб, дальність плавання — 250 миль.
- У 2001 за проєктом відомої компанії «MTD», м. Санкт-Петербург був побудований багатоцільовий водометні катер «Кафа-1350».
- За період часу з 2000–2002 рік компанія виконала замовлення ВМФ Греції на виготовлення МД КВП «Зубр».
- У 2002 налагоджено серійне виробництво швидкохідних катерів проєкту конструктора В. І. Неліпи «Крим-6М» і його модифікацій. Український «Восход» працює в Північному морі.

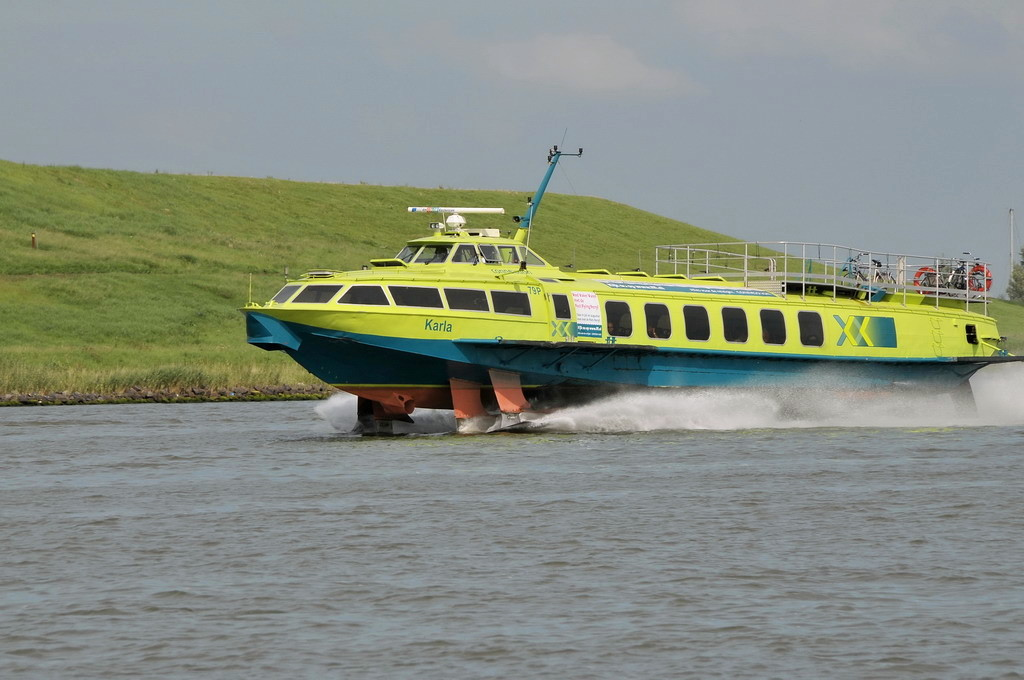
Український «Восход» працює в Північному морі.

- У 2002 здані замовнику СПК проєкту «Схід» і його модифікації.
- Наприкінці 2003 а закладений у стапель швидкохідний патрульний катер проєкту «Гриф-Т», який було поставлено замовнику в 2004 році.
- У 2009 році підписано контракт  [Архівовано 21 вересня 2009 у Wayback Machine.] на сотні мільйонів доларів на постачання в КНР КВП амфібійних типу «Зубр». Також ФСК «Море» успішно співпрацює з суднобудівними фірмами різних держав світу з виготовлення пристроїв морської тематики.